# Vaulnaveys-le-Haut
Vaulnaveys-le-Haut är en kommun i departementet Isère i regionen Auvergne-Rhône-Alpes i sydöstra Frankrike. Kommunen ligger i kantonen Vizille som tillhör arrondissementet Grenoble. År 2022 hade Vaulnaveys-le-Haut 4 018 invånare.

## Befolkningsutveckling
Antalet invånare i kommunen Vaulnaveys-le-Haut
Referens:INSEE